# جي. تون إنترتينمنت
جي. تون إنترتينمنت (كانت تعرف سابقا باسم رايني إنترتينمنت) هي شركة تسجيل موسيقية كورية جنوبية، تأسست في نوفمبر 2007 بواسطة راين. وكانت إحدى الشركات التابعة لجاي واي بي إنترتينمنت.

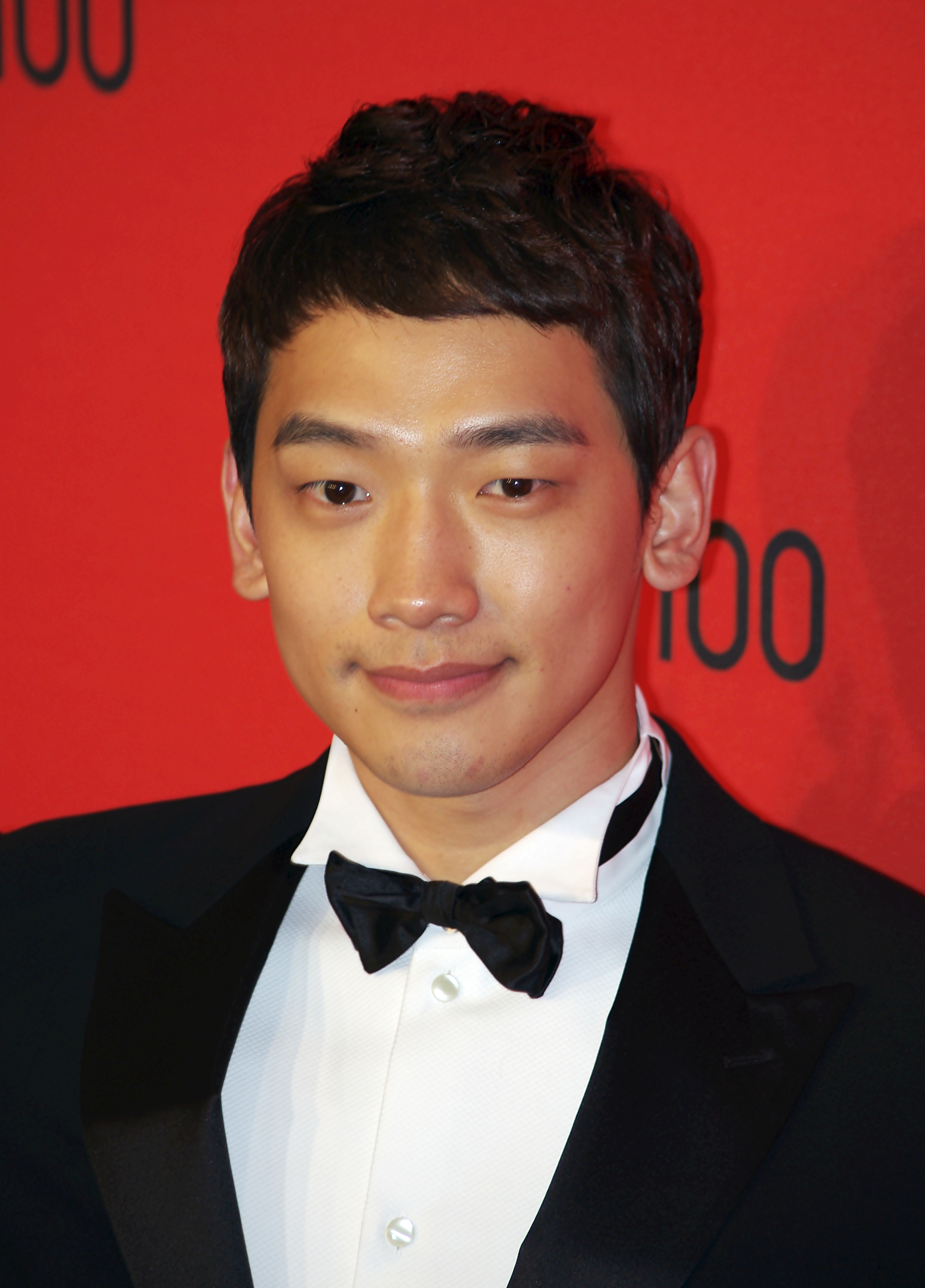
راين، مؤسس جي. تون إنترتينمنت، في 2011.

العلامة التجارية تم دمجها بالكامل إلى جاي واي بي إنترتينمنت في نوفمبر عام 2013.  

## وصلات خارجية
- جي. تون إنترتينمنت - الموقع الرسمي